# Xabier López-Arostegui
Xabier López-Arostegui Eskauriaza (Guecho, Vizcaya, 19 de mayo de 1997) es un baloncestista español que juega en el Valencia Basket de la Liga Endesa. Con una altura de 2,00 metros su posición en la cancha es la de escolta.

## Trayectoria
El jugador de Guecho llegó en 2011 a la disciplina de la entidad badalonesa para jugar con el equipo cadete. Tras cuatro años firma su primer contrato profesional.
López-Arostegui es internacional con la selección española sub-17, con el que consiguió la cuarta plaza en el Campeonato de Europa de 2015. Además el jugador fue uno de los hombres más destacados en la Final Four del Campeonato de Cataluña Junior en la que el FIATC Joventut se proclamó campeón tras vencer en la final al CB L'Hospitalet.
En 2015, es cedido al CB Prat donde alterna la Liga LEB Oro con el primer equipo ACB del Club Joventut Badalona.
En los siguientes temporadas se consolida en la Liga ACB en las filas del Club Joventut Badalona, donde jugaría durante 6 temporadas.
En la temporada 2020-21 fue designado como el Mejor Alero de la Liga Endesa y miembro del Mejor Quinteto de la ACB tras una campaña en la que presentó unos números de 12,1 puntos, 4,8 rebotes y 1,2 recuperaciones para una media de 14,1 créditos de valoración, unos números que le convirtieron en el jugador nacional más valorado de la Liga Endesa. Sus prestaciones fueron incluso ligeramente mejores en la 7DAYS EuroCup, con unos números de 12,3 puntos, 4,9 rebotes y 1,3 asistencias para 14,7 créditos de valoración.
El 6 de julio de 2021, firma por cuatro temporadas con el Valencia Basket de la Liga Endesa.

## Selección nacional
Debutaría con la selección española absoluta y tras las ventanas del otoño de 2020, donde consiguió acumular seis internacionalidades.
Finalmente, en julio de 2021, reemplazó a Juancho Hernangómez como miembro de la selección española de baloncesto en los Juegos Olímpicos de Tokio 2020 que acabaría en sexta posición.
En septiembre de 2022, fue parte del combinado absoluto español que participó en el EuroBasket 2022, donde ganaron el oro, al vencer en la final a Francia.
Entre julio y agosto de 2024 fue parte de la selección absoluta de España, que disputó los Juegos Olímpicos de París, finalizando en décima posición.